# Haus Vaterland (Erfurt)

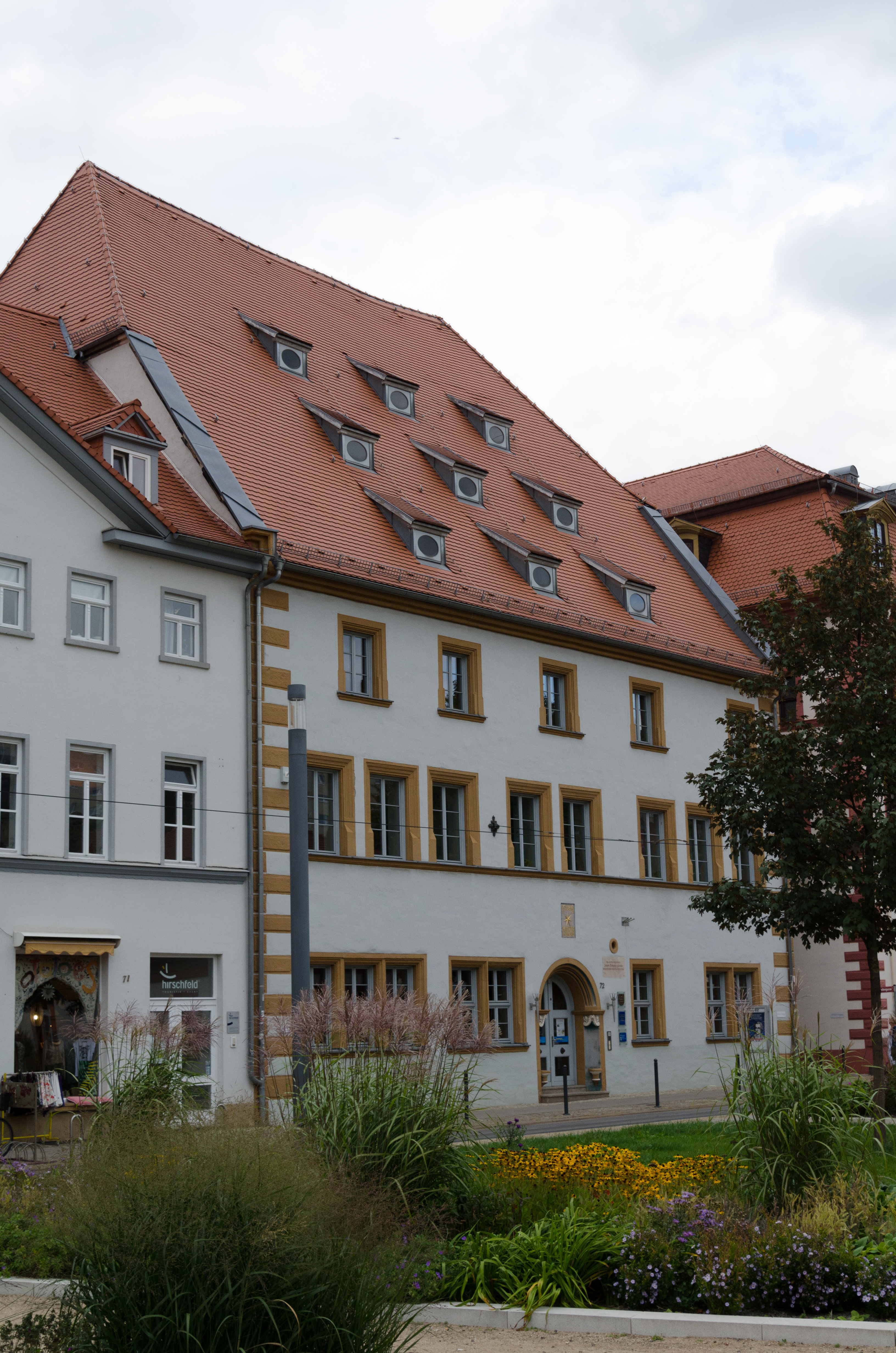
Haus Vaterland in Erfurt

Das Haus Vaterland in Erfurt, der Landeshauptstadt von Thüringen, befindet sich in der Regierungsstraße 72. Im Haus Vaterland, dem ehemaligen weimarischen Geleitshaus in Erfurt, sind das Europäische Informationszentrum sowie Diensträume der Thüringer Staatskanzlei untergebracht. Das Gebäude ist ein geschütztes Baudenkmal.

## Geschichte
Das Gebäude wurde vormals Haus zum güldenen Stern bzw. als Schwarzburger Hof (1572) bezeichnet. Es diente von 1605 bis 1802 als kurfürstlich-sächsisches Geleitshaus. Ab 1904 diente es als Gasthof Haus Vaterland.

## Beschreibung
Der Gebäudekomplex besteht aus sechs Häusern, die im Inneren zwei Höfe umschließen. Das Haupthaus ist im Kern eine hochmittelalterliche Kemenate, deren ungewöhnliche Größe eine Nutzung durch die Markgrafen von Meißen vermuten lässt. Während des Fürstenkongresses im Jahr 1808 wohnten hier Goethe und Herzog Carl August.